# Gyöngyöshermán megállóhely
Gyöngyöshermán megállóhely egy Vas vármegyei vasútállomás, Szombathely településen, a GYSEV üzemeltetésében.
Szombathely belvárosától körülbelül 5 kilométerre helyezkedik el dél-délkeleti irányban, a névadó (egykor önálló) Gyöngyöshermán és Zarkaháza településrészek között félúton.
Eredetileg közvetlenül a Kám–Szombathely–Kőszeg főút (a későbbi 87-es főút) vasúti kereszteződése mellett létesült, de időközben a főutat új nyomvonalra helyezték át, a megállóhelyet érintő útszakaszt pedig önkormányzati úttá minősítették vissza.
A megálló eredeti helye egyébként az említett úttól (a Külső Rumi úttól) délre volt, ahol egy őrház állt. 2016-ban, a vonal korszerűsítése során azonban új, magasperonnal ellátott és hosszabb kialakítású megálló létesült, a Külső Rumi út északi oldalán.

## Vasútvonalak
A megállóhelyet az alábbi vasútvonalak érintik:
- Szombathely–Nagykanizsa-vasútvonal

## Kapcsolódó állomások
A megállóhelyhez az alábbi állomások vannak a legközelebb:
- Szombathely vasútállomás (Szombathely–Nagykanizsa-vasútvonal)
- Sorkifalud megállóhely (Szombathely–Nagykanizsa-vasútvonal)

## Forgalom
| Járat               | Útvonal | Gyakoriság                             |
| ------------------- | --- | -------------------------------------- |
| személyvonat        | Szombathely – Gyöngyöshermán – Sorkifalud – Szentléránt – Püspökmolnári – Vasvár – Pácsony – Győrvár – Egervár-Vasboldogasszony – Zalaszentlőrinc – Zalaszentiván (– napi 4 pár tovább: Zalaegerszeg) | Napi 7 pár                             |
| személyvonat        | Zalaegerszeg → Zalaszentiván → Zalaszentlőrinc → Egervár-Vasboldogasszony → Győrvár → Pácsony → Vasvár → Püspökmolnári → Szentléránt → Sorkifalud → Gyöngyöshermán → Szombathely → Répcelak → Csorna → Győr | Szeptember 5-étől vasárnap 1 Győr felé |
| Pannónia InterRégió | Szombathely (– Gyöngyöshermán – Sorkifalud – Szentléránt) – Püspökmolnári – Vasvár (– Pácsony – Győrvár – Egervár-Vasboldogasszony – Zalaszentlőrinc) – Zalaszentiván (– Búcsúszentlászló – Zalaszentmihály-Pacsa – Pötréte – Gelse) – Nagykanizsa – Murakeresztúr (– Őrtilos) – Gyékényes – Berzence (– Somogyudvarhely – Bélavár – Vízvár) – Babócsa – Barcs – Darány – Szigetvár – Szentlőrinc – Pécs | 4 óránként                             |